# Џеј Инсли
Џеј Роберт Инсли (енгл. Jay Robert Inslee; Сијетл, 9. фебруар 1951) је амерички политичар, аутор и адвокат који је служио као 23. гувернер Вашингтона од 2013. до 2025. Демократа, који је служио у Представничком дому Сједињених Америчких Држава од 1993. 1995. и онда поново од 1999. до 2012. године. Дана 1. марта 2019. године најавио је да ће се кандидовати на Председничким изборима у САД 2020. године.

## Спољашне везе
- Гувернерски веб-сајт
- Џеј Инсли на веб-сајту
- Џеј Инсли на веб-сајту  (језик: енглески)